# Rigbe Habteslasie Tesfamariam
Rigbe Habteslasie Tesfamariam (1º gennaio 1996) è una mezzofondista eritrea.

## Palmarès
| Anno | Manifestazione              | Sede  | Evento         | Risultato | Prestazione | Note                                     |
| ---- | --------------------------- | ----- | -------------- | --------- | ----------- | ---------------------------------------- |
| 2023 | Mondiali di corsa su strada | Riga  | Mezza maratona | 17ª       | 1h10'27"    | Miglior prestazione personale stagionale |
| 2024 | Giochi Panafricani          | Accra | Mezza maratona | 9ª        | 1h19'42"    |                                          |

## Campionati nazionali
2020
- 7ª ai campionati eritrei, 10000 m piani - 36'58"77

2021
- Bronzo ai campionati eritrei, 10000 m piani - 34'56"07
- Bronzo ai campionati eritrei di mezza maratona - 1h16'43"

2022
- Argento ai campionati eritrei, 5000 m piani - 16'40"1
- Argento ai campionati eritrei di mezza maratona - 1h16'57"
- 4ª ai campionati eritrei di corsa campestre - 36'23"

## Altre competizioni internazionali
2020
- 4ª ai campionati di mezza maratona dell'Africa orientale ( Massaua) - 1h18'44"

2022
- 5ª ai campionati di mezza maratona dell'Africa orientale ( Massaua) - 1h15'18"

2023
- 16ª alla CrossCup de Hannut ( Hannut) - 30'30"

2025
- 12ª alla Maratona di Siviglia ( Siviglia) - 2h28'39"
- 5ª alla Mezza maratona di Madrid ( Madrid) - 1h12'29"